# Fitiszfüzike
A fitiszfüzike (Phylloscopus trochilus) a madarak osztályának verébalakúak (Passeriformes) rendjébe és a füzikefélék (Phylloscopidae) családjába tartozó faj.

## Előfordulása
Európában és Ázsia mérsékelt övi részén él, telelni Afrikába vonul. Víz közelében lévő lombos erdők aljnövényzetében található.

## Alfajai
- Phylloscopus trochilus acredula  (Linnaeus, 1758) – Norvégiától Kelet-Európán keresztül közép-Szibériáig költ, a telet Afrikában tölti, Szudántól délre;
- Phylloscopus trochilus trochilus  (Linnaeus, 1758) – Írországtól Svédország déli részéig, észak-Spanyolországig és Romániáig költ, a telet nyugat-Afrikában tölti;
- Phylloscopus trochilus yakutensis (Ticehurst, 1935) – közép- és kelet-Szibériában költ, a telet kelet- és dél-Afrikában tölti.

## Megjelenése
Hossza 10–12 centiméter, szárnyfesztávolsága 16–22 centiméter, testtömege pedig 7–12 gramm. Háta szürke és nincs szemsávja.

## Életmódja
Általában rovarokat eszik, de ősszel a bogyókat is elfogyasztja.

## Szaporodása
A talajra készíti fűszálakból gömb alakú fészkét. Fészekalja 4-8, fehér alapon barnás foltozatú tojásból áll, melyen 12-13 napig kotlik.
|  |  |

## Kárpát-medencei előfordulása
Magyarországon rendszeres fészkelő, áprilistól szeptemberig tartózkodik a fészkelőhelyén.

## Védelem
Magyarországon védett, természetvédelmi értéke 25 000 Ft.